# Garriga del Ampurdán
Garriga del Ampurdán es un Lugar de Importancia Comunitaria situado en la provincia de Gerona, Comunidad Autónoma de Cataluña, España, de paisaje típicamente mediterráneo, habitado por el aguilucho cenizo (Circus pygargus), que está bien representado en esta área. Este lugar es un paraje de gran valor biológico y cultural, utilizado por los habitantes de la zona desde antiguo.

## Biodiversidad
La función principal de los espacios naturales protegidos de Cataluña es conservar muestras representativas de la fauna, la flora y los hábitats propios del territorio, de forma que se puedan desarrollar los procesos ecológicos que dan lugar a la biodiversidad -la amplia variedad de ecosistemas y seres vivos: animales, plantas, sus hábitats y sus genes-.

### Vegetación y flora
Encima de este conjunto, muy rocoso, había hecho una labor importante de artiga para conseguir cultivos de secano, con la construcción de bancales de piedra seca y barracas de gran interés etnográfico.
Actualmente, con el abandono de los campos, se ha recuperado la vegetación natural caracterizada por prados secos, lastonares -con profusión de orquídeas en la primavera-, y matorrales de coscoja y encinar. También el pinar está presente.

### Fauna
En cuanto a la fauna, cabe mencionar por su importancia el aguilucho cenizo, uno de los argumentos para incluir este entorno dentro de la red Natura 2000. 
Especies de fauna del Anexo II de la Directiva 92/43, de hábitats Lista referente al conjunto del Espacio de la red Natura 2000 de la Garriga del Empordà. Las especies presentes son:
- Coenagrion mercuriale
- Rhinolophus euryale
- Rhinolophus hipposideros

Especies de aves del Anexo I de la Directiva 2009/147, de aves. En el caso 
de la Garriga del Ampurdán, las especies presentes son:
- Circaetus gallicus
- Circus pygargus
- Hieraaetus fasciatus
- Burhinus oedicnemus
- Caprimulgus europaeus
- Alcedo atthis
- Coracias garrulus
- Calandrella brachydactyla
- Galerida theklae
- Lullula arborea
- Anthus campestris
- Sylvia undata
- Emberiza hortulana

## Medio físico

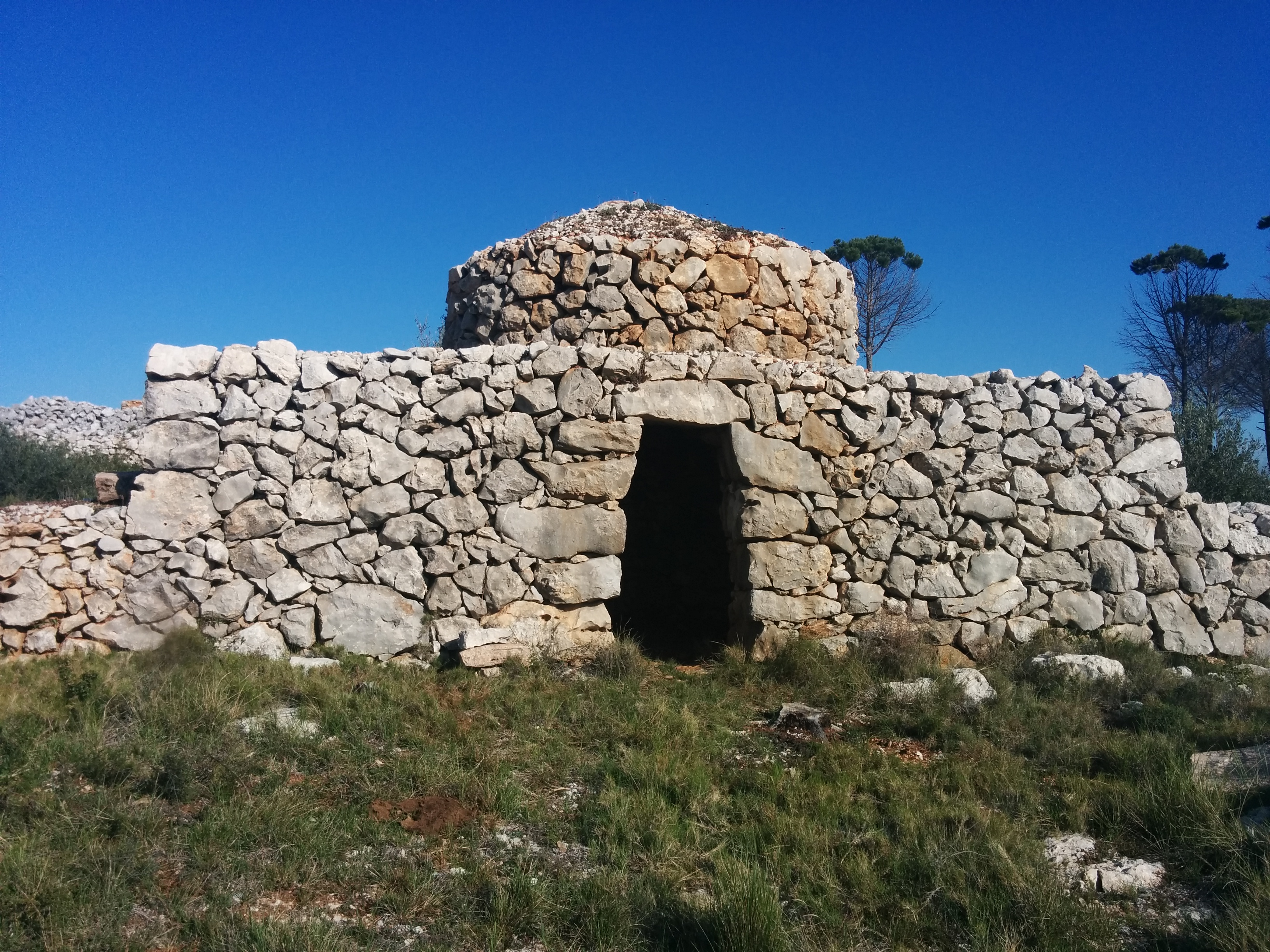
Barraca agrícola

Está situado sobre una geología caliza de pendientes suaves en algunos puntos pueden ser más pronunciados. La morfología del relieve es muy interesante, ya que su fisonomía se ha visto modificada por la mano del hombre construyendo márgenes de piedra seca que trepan por las laderas.
Desde el punto de vista geológico, el Espacio corresponde a una parte de los mantos de corrimiento de materiales de la era secundaria que se encuentran en el Ampurdán. Estos comprenden muestras del Keuper - yesos, arcillas y cristales de cuarzo-, margas con registro fósil de crinoideos . Los materiales del cretáceo, los cuales son los más abundantes, son rocas calizas macizas que contienen algunas cáscaras de bivalvos. Además, el área presenta algún pitón volcánico basáltico.

## Economía
Se encuentra un excepcional patrimonio de construcción en piedra seca. En un pequeño porcentaje desarrolla actividad agrícola. Asimismo, en los entornos del Espacio natural protegido hay una importante actividad extractiva debido a la singularidad geológica del sector.
Usos del suelo
- Vegetación arbustiva y herbácea - 82,44%
- Tierras agrícolas y áreas antrópicas - 14,90%
- Bosques - 2,66%

Impacto
Los retos de gestión más importantes son evitar el vertido incontrolado de residuos, el riesgo de incendio y mantener el pasto y el cultivo, que favorecen los espacios abiertos, imprescindibles para algunas especies de plantas y animales. Sin embargo, la presión humana deben permitir la conservación del lugar y la continuidad de la nidificación del aguilucho cenizo. 